# Der Freizeitkapitän
Der Freizeitkapitän ist ein US-amerikanischer animierter Kurzfilm von Wolfgang Reitherman aus dem Jahr 1961.

## Handlung
Ein verwilderter Vorgarten in einer US-amerikanischen Kleinstadt, in dem ein Boot parkt: Der Erzähler berichtet, dass auch der „Mr. X“ genannte Besitzer des Hauses einst ein ganz normaler Mensch war, der zu Fuß auf Arbeit ging und sich dabei wohlfühlte. Wie die Mehrheit der Amerikaner jedoch wurde auch er einst von der „Aquamania“, der Liebe zum Wasser, erfasst und kaufte sich ein Boot.
Mit seinem Sohn will er nun Wasserski ausprobieren und lässt das Boot zu Wasser. Dabei fällt auch das Auto ins Meer, das vom Salzwasser sofort zerfressen wird und in seine Einzelteile zerfällt. Wieder an der Wasseroberfläche aufgetaucht, animiert sein Sohn Mr. X dazu, die Wasserskier anzuprobieren. Was Mr. X nicht weiß, ist, dass gerade der Startschuss für ein Wasserski-Wettrennen fällt. Sein Sohn setzt sich mit dem unbeholfenen Mr. X sofort an die Spitze des Feldes, und trotz abenteuerlichster Aktionen und Zufälle gewinnt Mr. X am Ende das Rennen und landet kopfüber im Goldpokal.

## Produktion
Der Freizeitkapitän kam am 20. Februar 1961 im Rahmen der Goofy Theatrical Cartoon Series in die Kinos. Goofy wird im Film jedoch nur „Mr. X“ genannt.

## Synchronisation
| Rolle         | Originalsprecher |
| ------------- | ---------------- |
| Mr. X (Goofy) | Pinto Colvig     |
| Junior        | Kevin Corcoran   |
| Erzähler      | John Dehner      |

## Auszeichnungen
Aquamania wurde 1962 für einen Oscar in der Kategorie „Bester animierter Kurzfilm“ nominiert, konnte sich jedoch nicht gegen Der Ersatz durchsetzen.